# にちようび
「にちようび」は、JITTERIN'JINNの3作目のシングルである。

## 概要
- ノンタイアップながら初のオリコンチャート1位を獲得、約32万枚のセールスを記録する、JITTERIN'JINNとして最大のヒット曲となった[1]。
- 曲調は沖縄音楽のテイストが入っている。
- 『青春歌年鑑'90 BEST30』にも収録されている。
- 後年、フジテレビ系列の『爆買い☆スター恩返し』挿入歌に使用された。

## 収録曲
全作詞・作曲・編曲：破矢ジンタ
1. にちようび (4:27)
2. Don't let me down (3:54)

## カバー
- Dream5（2012年、シングル「キラキラ Every day」収録）
- UNLIMITS（2014年、アルバム「アメジスト」で「Don`t let me down」のカバーを収録）